# Løjt Kirke

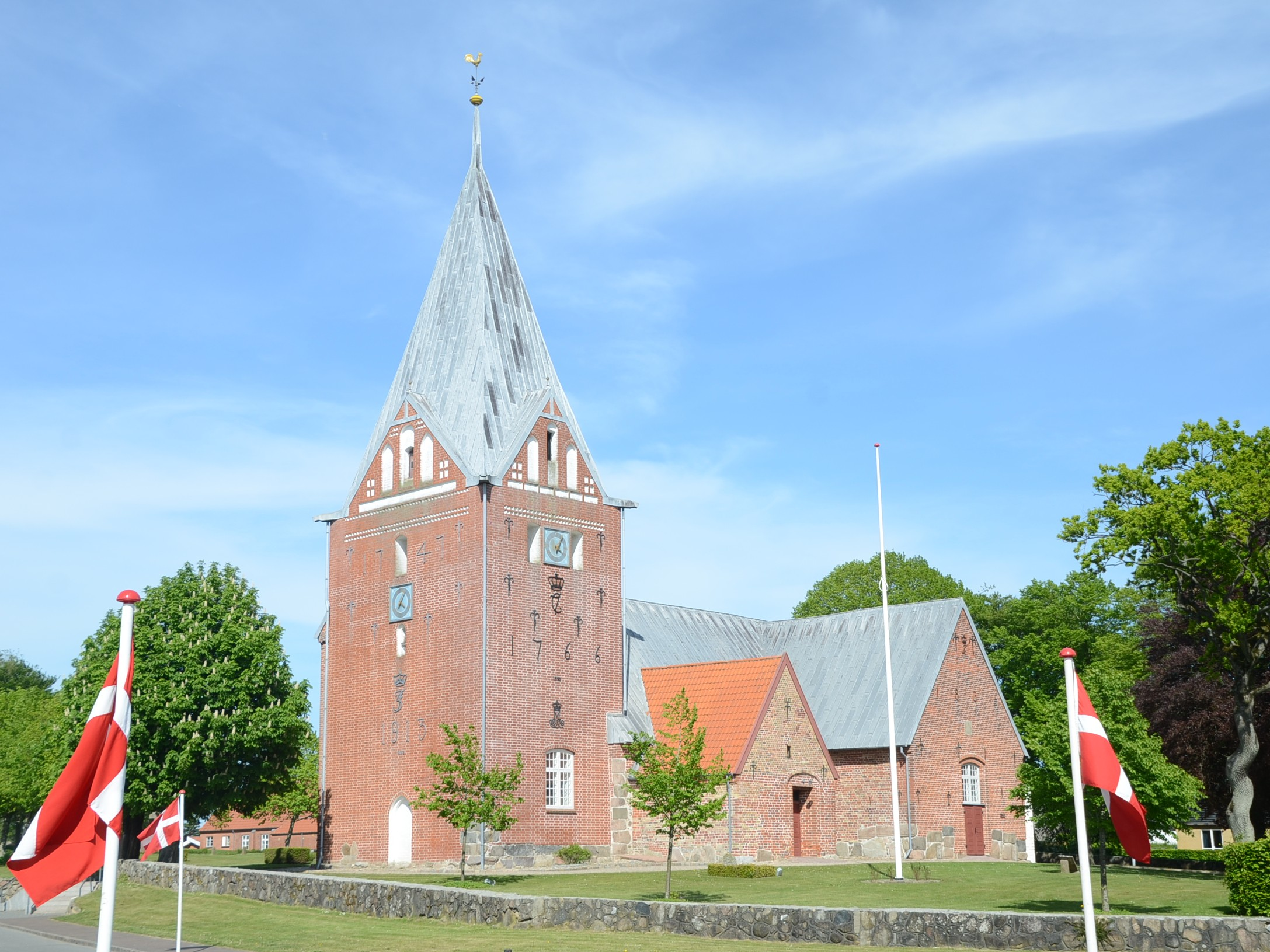
Løjt Kirke (2023)

Løjt Kirke (deutsch: Kirche zu Loit) ist die im 12. Jahrhundert erbaute evangelisch-lutherische Kirche des Løjt Sogn im Ort Løjt Kirkeby in Nordschleswig, Dänemark. Sowohl die Dänische Volkskirche als auch die Nordschleswigsche Gemeinde der Evangelisch-Lutherischen Kirche in Norddeutschland halten hier Gottesdienste ab.

## Baugeschichte

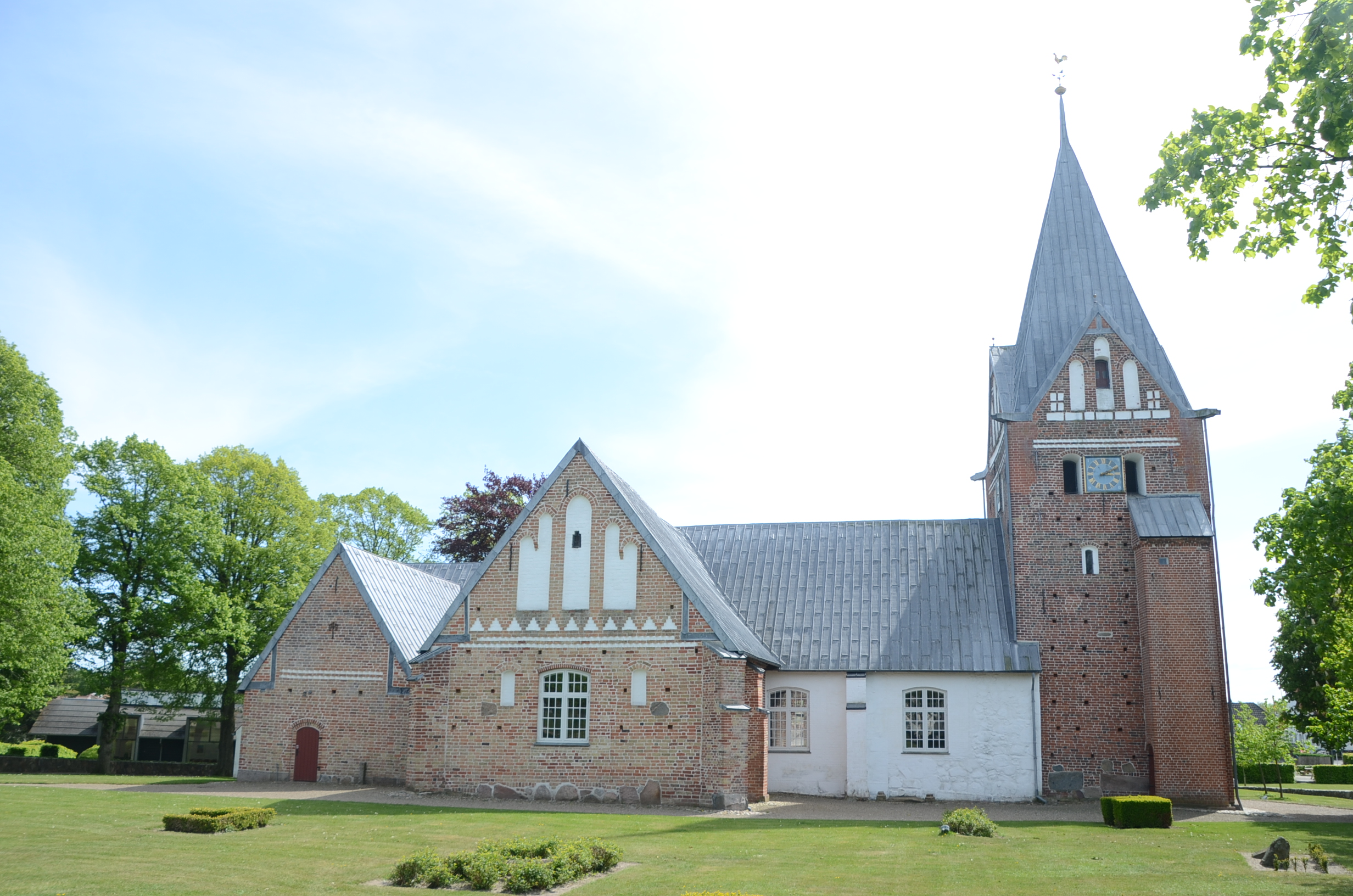
Løjt Kirke von Norden

Das Kirchspiel Løjt

In romanischer Zeit (ca. 1150–1200) wurden Kirchenschiff und Chor aus Feldsteinen errichtet. In spätromanischer Zeit, vielleicht bereits um 1250, wurde der Chor auf die doppelte Länge erweitert; hierzu wurden naturbelassene ebenso wie gespaltene Steine und (für die Fenster und den Dachgiebel) Backsteine verwendet. In gotischer Zeit (15. Jahrhundert) kamen jeweils eine querschiffartige Nord- und Südkapelle hinzu, so dass der Grundriss der Kirche kreuzförmig wurde. Im 15. späten Jahrhundert wurde an der Nordwand eine Sakristei angebaut und im Westen wurde aus Backsteinen ein massiver Turm mit Törninglehn-Spitze errichtet. Die an der West- und Südseite des Turmes mit Mauerankern angebrachten Jahreszahlen (1747, 1766, 1913) beziehen sich auf Erneuerungen des Mauerwerks, nicht auf die Erbauung des Turms. Die Gewölbe in Kirchenschiff und Chor wurden um 1520 eingezogen. Das Waffenhaus an der Südseite, durch das man heute die Kirche betritt, kam im 17. Jahrhundert hinzu. Schließlich wurde 1778 östlich hinter dem Chor eine kleine Grabkapelle angebaut. In die Außenmauer der Kapelle ist eine steinerne Tafel mit einer deutschen Inschrift eingelassen, der zufolge der Løjter Pastor Christian Bendixen „dieses Begræbnis“ erbauen ließ, „um hieselbsten im Todte zu ruhen“, doch starb er 1781 auf der Rückreise von Pyrmont in Hannover und wurde „daselbsten in der Nikolaikirche begraben“. 1986 bis 1998 wurde die Kirche vollständig restauriert.

## Patrozinium
Das Patrozinium der Løjter Kirche ist unbekannt. Dem Danske Atlas (1781) zufolge glaubte man, dass die Kirche St. Jørgen gewidmet war, weil sich damals in der Kirche ein Seitenaltar mit dem Bild des heiligen Georg (dänisch: St. Jørgen) zu Pferde befand. Ferner wurde 1521 der Kleriker Petrus Wendl vom Stift Cammin als „ewiger Vikar“ am Altar der heiligen Anna in Løjt erwähnt. In beiden Fällen lässt sich jedoch vom Patrozinium eines Seitenaltars nicht sicher auf das der Kirche schließen. Schließlich wird auf altertavler.dk erwogen, dass die Kirche von Løjt vielleicht dem Apostel Petrus geweiht war, da sich über der vom Waffenhaus kommenden Tür ein Petruskreuz befindet.

## Ausstattung

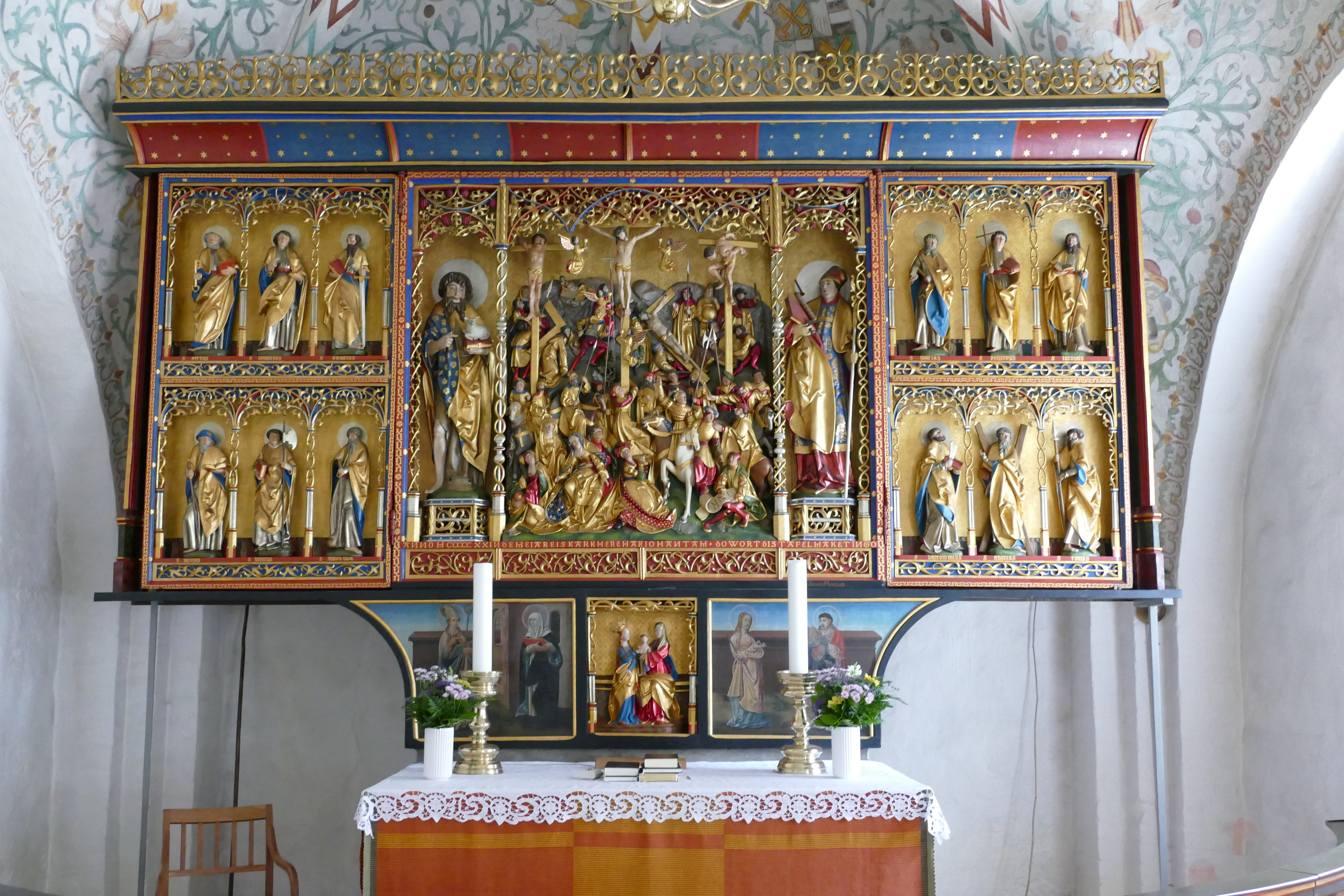
Der spätgotische Altar in seinem Festtagsstand

Der unverzierte mittelalterliche Taufstein könnte noch aus der Erbauungszeit der Kirche stammen; sein Fuß wird von einem umgekehrten Würfelkapitell gebildet. Ebenfalls existieren noch aufgemalte Weihekreuze aus der Erbauungszeit der Kirche.
Der prächtige spätgotische Flügelaltar von 1520 – der größte aus dieser Zeit erhaltene in ganz Nordschleswig – zeigt auf seiner Festtagsseite im Hauptfeld eine figuren- und detailreiche Golgatha-Szene. Engel fangen das Blut Christi in Kelchen auf und Maria Magdalena umfasst den Kreuzesstamm. Der Kreuzestitel INRI ist noch nicht angebracht, sondern wird gerade von einem Mann, der am rechten unteren Bildrand mit gekreuzten Beinen sitzt, geschrieben. Hinter der Kreuzigungsgruppe sieht man in der Art eines mittelalterlichen Simultanbildes eine Kreuztragung, eine Grablegung und eine Kreuznagelung Christi mit den Würfel spielenden Soldaten. Die Figuren Johannes des Täufers (mit Lamm und hinweisender Geste) sowie des heiligen Erasmus (mit Buch und Winde) flankieren den Mittelteil des Altars. Unmittelbar darunter steht die niederdeutsche Inschrift: „Anno MCCCCCXX in deme iare is karkhere har Iohan Tam – do wort dis tafel maket in Go“, d. h. „Anno 1520, in dem Jahr ist Kirchherr (d. h. Priester) Herr Johan Tam – da wurde diese Tafel in Gott gemacht“.
Die Seitenflügel zeigen Figuren der zwölf Apostel. In seinem Fastenstand (mit zugeklappten Flügeln) zeigt der Altar sieben Bilder des Passionsgeschehens (letztes Abendmahl, Gethsemane, Gefangennahme, Geißelung, Krönung mit der Dornenkrone, Christus vor Pilatus, Ecce homo) und ein Auferstehungsbild. Wenn auch diese Bildtafeln umgeklappt werden, hat der Altar noch einen (heute liturgisch nicht mehr verwendeten) Werktagsstand mit je zwei Bildern aus den Martyrien Johannes des Täufers und des heiligen Erasmus sowie Bildern mehrerer Heiliger (u. a. Gregor der Große, Augustinus, Barbara und Ursula). Die Predella des Altars zeigt ein Figurenfeld mit der Anna selbdritt, flankiert von Bildern der heiligen Birgitta und Apollonia mit jeweils einem Bischof, wohl Ansgar und Dionysius.
Das Chorgewölbe ist mit Kalkmalereien von 1520 ausgemalt, welche florale Ornamentik zeigen. Sie stammen aus der Werkstatt des Peter Lykt, von dem auch Kalkmalereien in Broager, Sottrup, Holbøl, Tandslet und Dybbøl erhalten sind. Die Løjter Kalkmalereien waren stets sichtbar (d. h. also niemals weiß übermalt) und sollen symbolisch ausdrücken, dass man durch den Chorbogen bzw. die sogenannte Triumphmauer, welche das Kirchenschiff vom Chor abgrenzt, in den himmlischen Paradiesgarten schaut.
Die Kanzel wurde 1557 im Auftrag des Løjter Pastors Benedikt Hugo im Renaissance-Stil errichtet. Aus dieser Zeit ist jedoch kaum mehr als das Rahmenwerk übrig, da die Kanzel 1787 im Louis-Seize-Stil von Grund auf umgestaltet wurde; auch der Aufgang und der Himmel wurden damals hinzugefügt. Neben der Kanzel hängt ein ca. 60 cm hohes Kruzifix vom Anfang des 15. Jahrhunderts.
Die 1728 eingebaute Westempore, auf der sich heute die Hauptorgel befindet, wurde vom Apenrader Maler Jes Jessen (1743–1807) mit Bildern von Christus und seinen zwölf Jüngern geschmückt. Die Rückseite der Westempore ist dem Erdgeschoss des Turms, das mit dem Kirchenschiff verbunden ist, zugewendet; hier finden sich die Bilder dreier Evangelisten (Matthäus, Lukas und Johannes). Im nördlichen und südlichen Querschiff wurden 1784 Emporen errichtet; hier malte Jes Jessen 1785 eine ganze „Bilderbibel“ mit 32 Bibelszenen auf. Hierzu siehe ausführlich den folgenden Abschnitt „Bemalung der Süd- und Nordempore“.
In der Kirche befinden sich zwei Gemälde: Ein sogenanntes Riefelbild von ca. 1750 zeigt von links gesehen eine Kreuzigung und von rechts eine Auferstehung. Das Bild wurde der Kirche vom Bürgermeister des Flensburger Nikolaikirchspiels Hans Iversen Loyt geschenkt (vgl. Liste der Stadtoberhäupter von Flensburg), der sich als Løjter Pastorensohn sogar nach seinem Herkunftsort Løjt benannt hatte. Ein ähnliches Riefelbild mit demselben Bildprogramm befindet sich in der Flensburger Nikolaikirche.
Ein Ölgemälde aus dem 18. Jahrhundert zeigt den reuigen Petrus nach seiner Verleugnung Christi; die Bildunterschrift zitiert Matthäus 26,75  auf Dänisch. Dieses Gemälde wurde 1796 von Jes Jessen restauriert.
Das Votivschiff der Kirche ist ein Modell der Fregatte Gloria Deo von 1845. Im Kirchturm befinden sich zwei Glocken, eine wurde 1865 von Beseler in Rendsburg gegossen und eine weitere 1920 von Smith in Ålborg. Letztere ist eine sogenannte Wiedervereinigungsglocke anlässlich der Rückkehr von Nordschleswig ins Königreich Dänemark und ersetzt eine 1917 im Ersten Weltkrieg als Metallspende abgegebene Glocke.

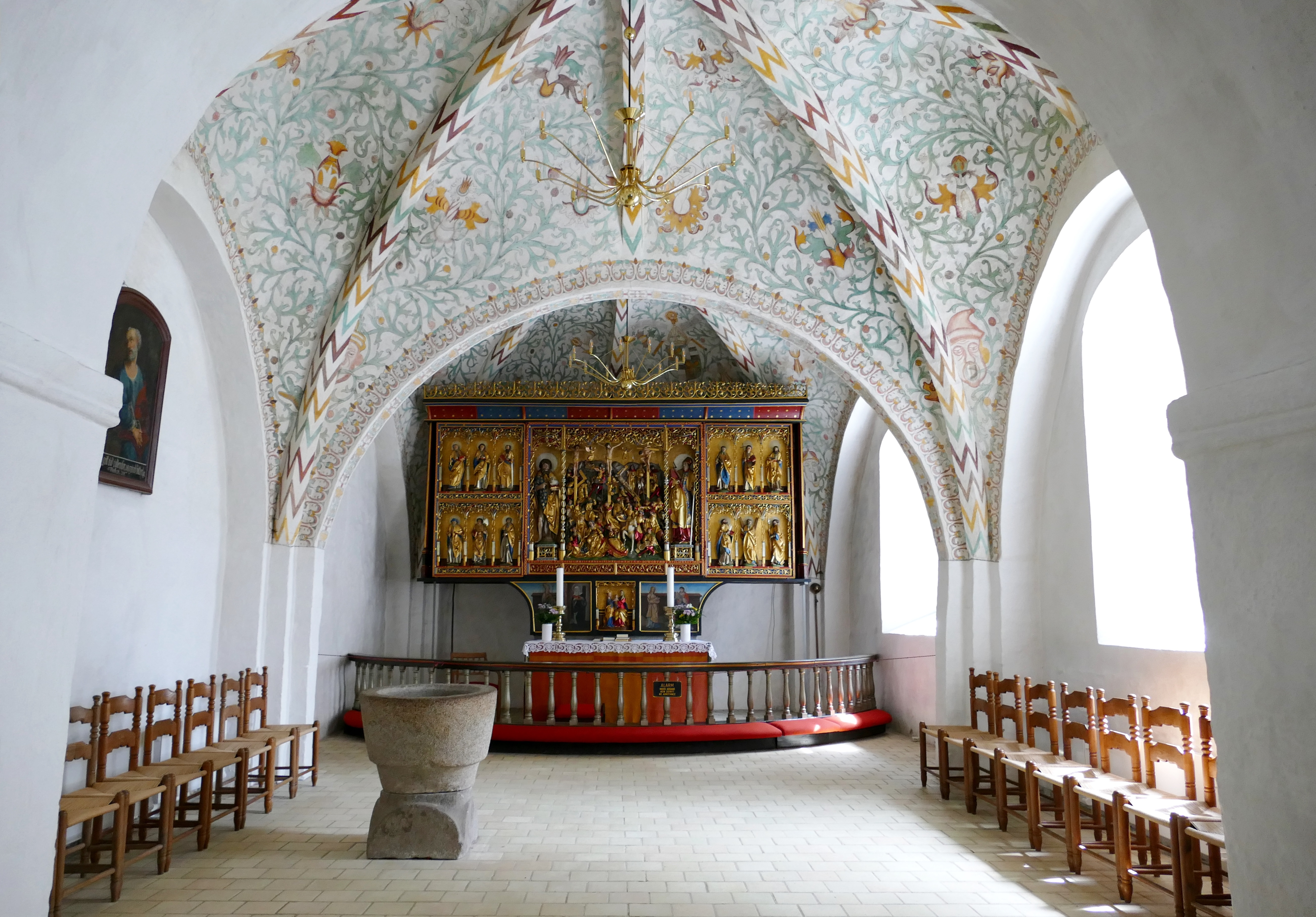
Blick in den Chor mit Taufe, Altar und Kalkmalereien
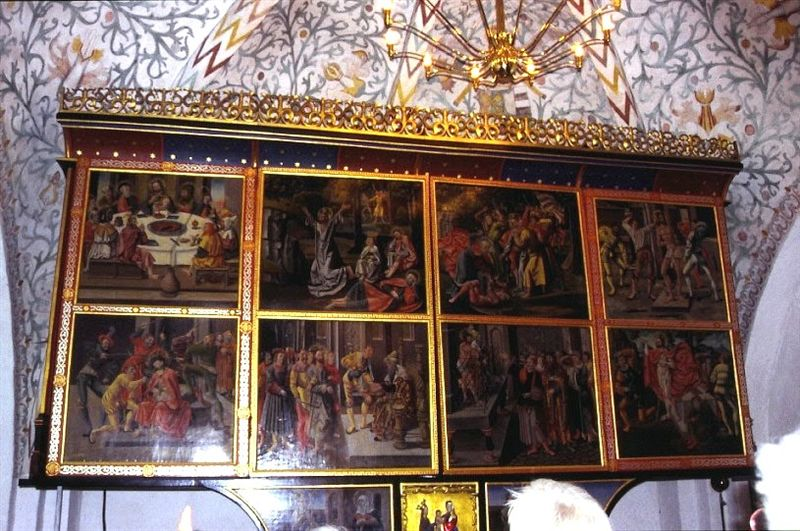
Der Fastenstand des Altars
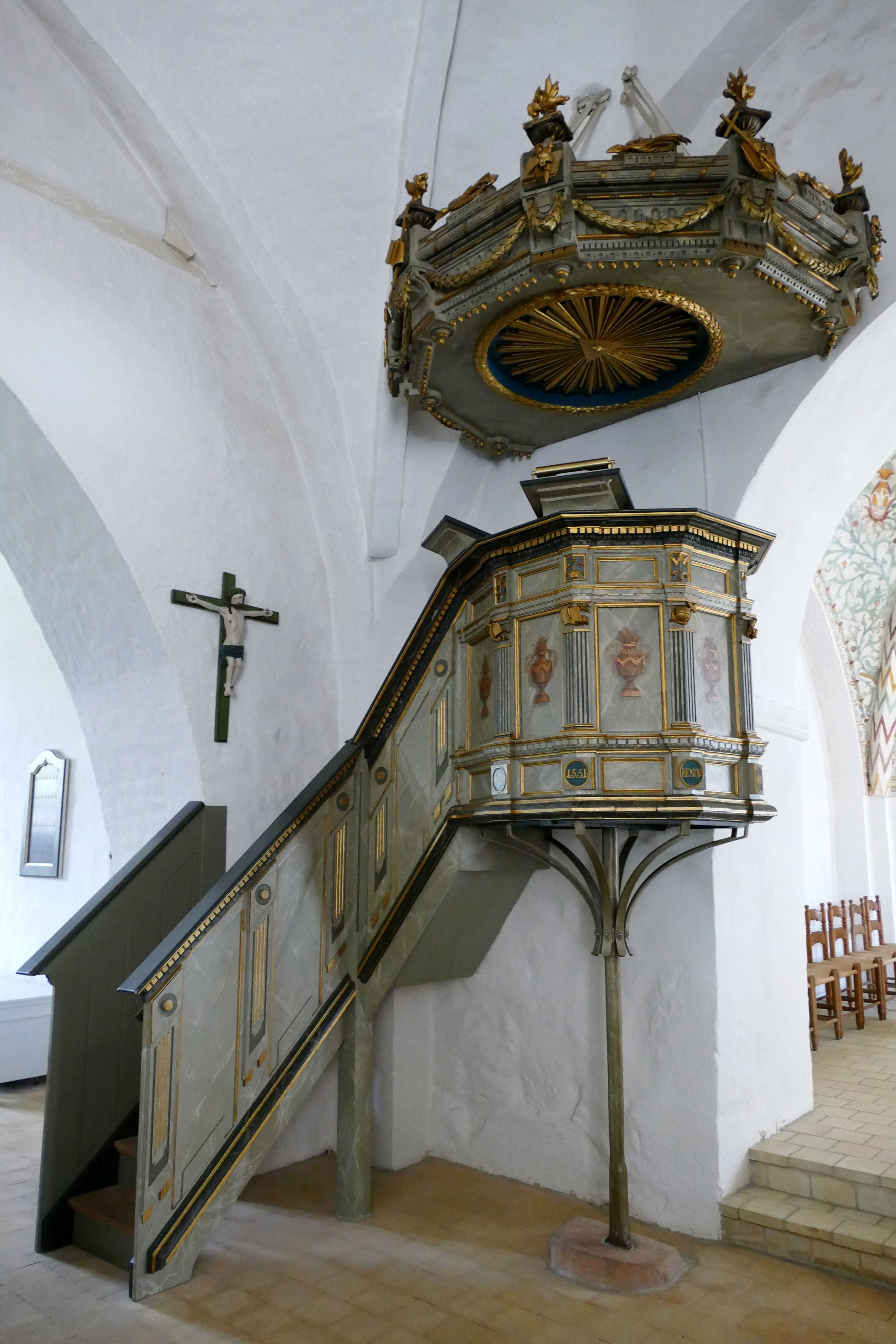
Kanzel und Kruzifix
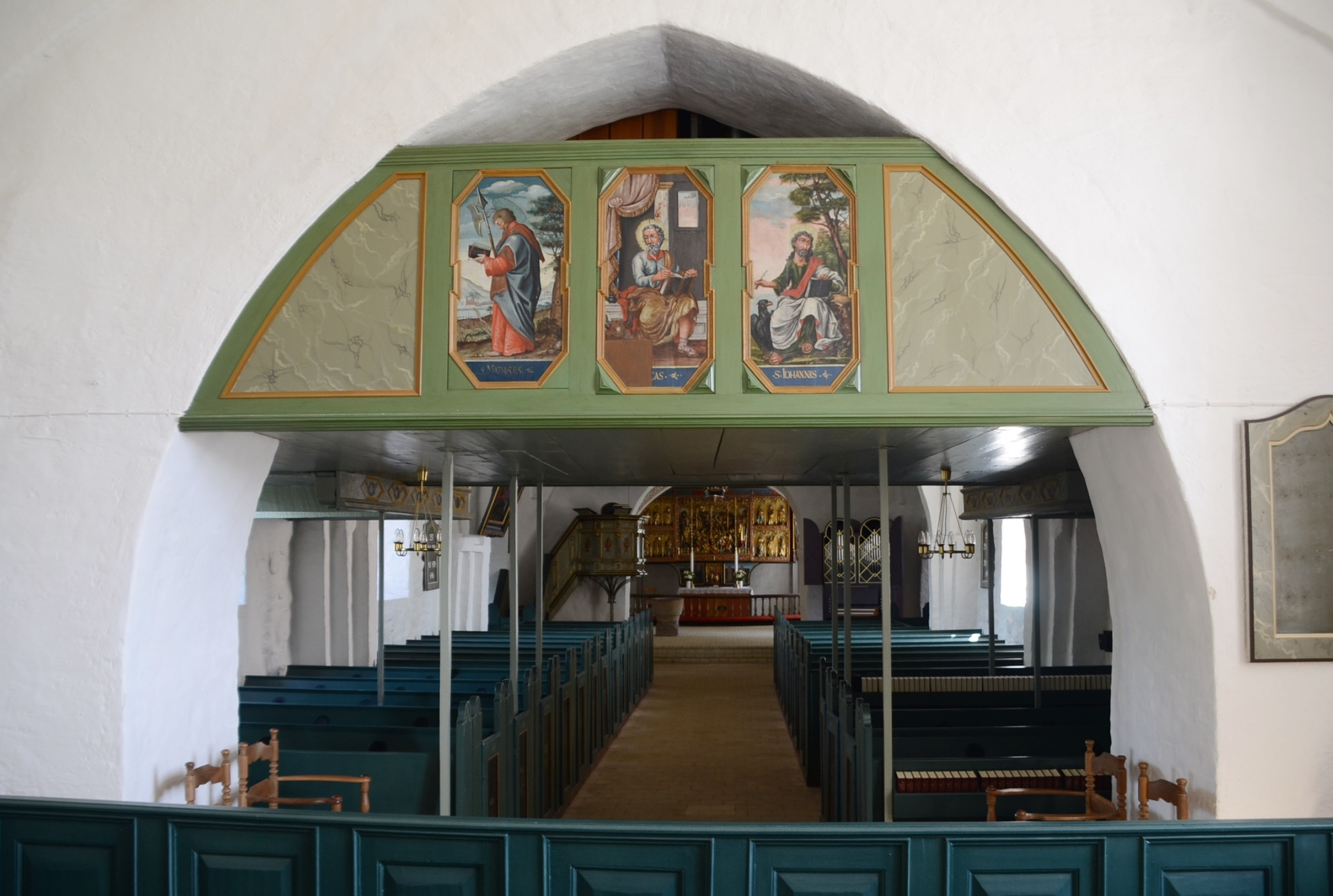
Blick vom Turm-Erdgeschoss ins Schiff, mit Evangelistenbildern
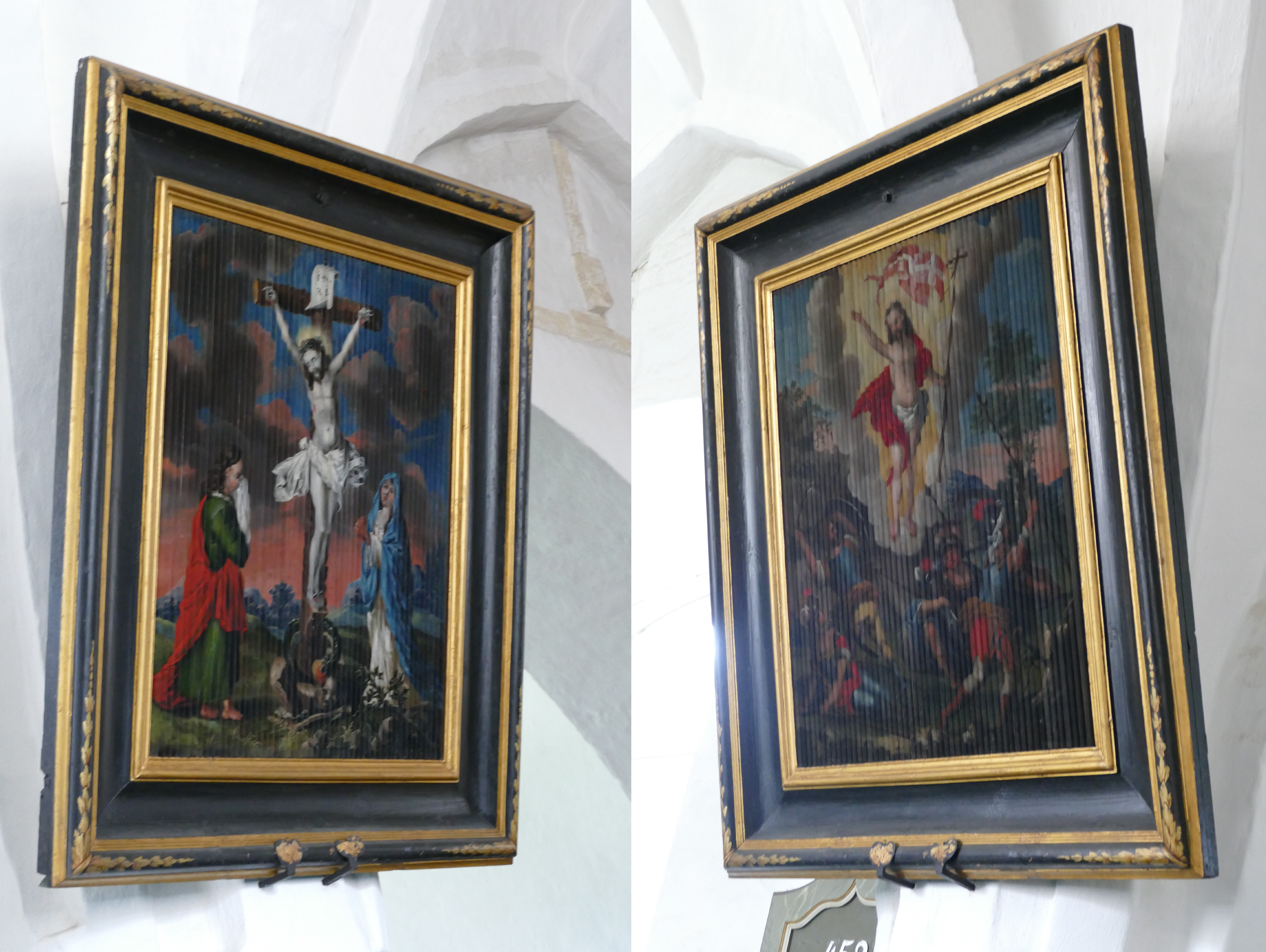
Das Riefelbild von links und rechts gesehen
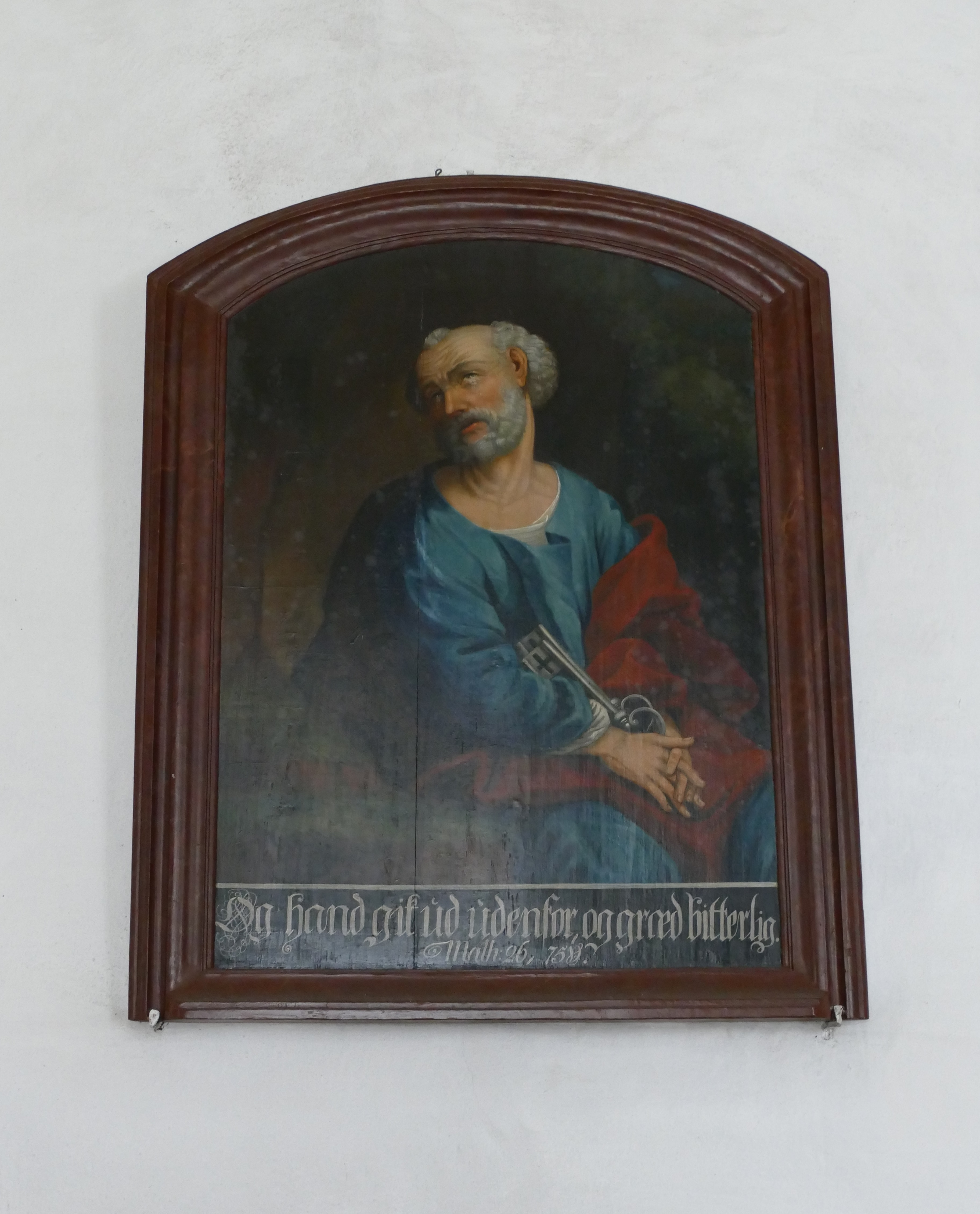
Der reuige Petrus

## Bemalung der Süd- und Nordempore („Bilderbibel“)
Der Maler Jes Jessen bemalte 1785 die Süd- und Nordempore mit insgesamt 32 Szenen aus dem Alten und Neuen Testament, von der Schöpfung bis zur Himmelfahrt Christi. Zwischen dem 23. und 24. Paneel verewigte sich der Künstler mit folgender Inschrift: „A[nn]o 1785 is Diese bede Abonicen [Emporen] Gemalt von Jes Jessen in Apenrade“. Die Darstellungen dieser sogenannten Bilderbibel, zu der auch eine Monographie erschienen ist, sind im Einzelnen:
| Bild | Paneel         | Beschriftung | Bibelstellenverweis                                        | Motiv |
| ---- | -------------- | --- | ---------------------------------------------------------- | --- |
|      | 1 2 3 4        | 1 B: Mosis 2 Cap: 22 v. 1 B Mosis 4 Cap: 8 v. 1 B. Mosis 7 Cap: 12 v. 1 B: Mosis 8 Cap: 20 v.                         | (Gen 2,22 ) (Gen 4,8 ) (Gen 7,12 ) (Gen 8,20 )             | Die Erschaffung Evas Kains Brudermord Die Sintflut Noahs Brandopfer                                                                                    |
|      | 5 6 7 8        | 1 B: Mosis 19 Cap: 17 v. 1 B: Mosis 22 Cap: 10 v. 1 B: Mosis 27 Cap: 28 v. 1 B: Mosis 28 Cap: 12 v.                   | (Gen 19,17 ) (Gen 22,10 ) (Gen 27,28 ) (Gen 28,12 )        | Lots Flucht aus Sodom Die Bindung Isaaks Jakob gewinnt mit List den Erstgeburtssegen Jakob schaut die Himmelsleiter                                    |
|      | 9 10 11 12     | 2 B: Mosis 2 Cap: 6 v. 2 B: Mosis 3 Cap: 5 v. 2 B: Mosis 12 Cap: 22 v. 2 B: Kronic: 33 Cap: 11 v.                     | (Ex 2,6 ) (Ex 3,5 ) (Ex 12,22 ) (2 Chr 33,11 )             | Die Findung Moses Der brennende Dornbusch Die Bestreichung der Türpfosten mit dem Blut des Lammes Manasse im Gefängnis                                 |
|      | 13 14 15       | 2 B: Könige 5 Cap: 14 v. Jonas 2 Cap: 11 v. Daniel 6 Cap: 22 v.                                                       | (2 Kön 5,14 ) (Jona 2,11 ) (Dan 6,22 )                     | Naaman wäscht sich im Jordan vom Aussatz rein Der große Fisch speit Jona wieder an Land Daniel in der Löwengrube                                       |
|      | 16 17 18       | Ev: Lucæ 1 Cap: 28 v. Ev: Lucæ 2 Cap: 7 v. Ev: Lucæ 2 Cap: 28 v.                                                      | (Lk 1,28 ) (Lk 2,7 ) (Lk 2,28 )                            | Die Verkündigung des Herrn Die Geburt Jesu im Stall zu Bethlehem Der Lobgesang des Simeon                                                              |
|      | 19 20 21 22 23 | Ev: Matth: 2 Cap: 14 v. Ev: Lucæ 2 Cap: 46 v. Ev: Matth: 3 Cap: 13 v. Ev: Matth: 14 Cap: 29 v. Ev: Johan: 4 Cap: 7 v. | (Mt 2,14 ) (Lk 2,46 ) (Mt 3,13 ) (Mt 14,29 ) (Joh 4,7 )    | Die Flucht nach Ägypten Der zwölfjährige Jesus im Tempel Die Taufe Jesu im Jordan Jesus und der sinkende Petrus auf dem Meer Jesus und die Samariterin |
|      | 24 25 26 27    | Ev: Lucæ 15 Cap: 20 v. Ev: Marci 14 Cap: 35 v. Ev: Johan 19 Cap: 1 v. Ev: Johan 19 Cap: 13 v.                         | (Lk 15,20 ) (Mk 14,35 ) (Joh 19,1 ) (Joh 19,13 )           | Der verlorene Sohn Jesus im Garten Gethsemane Die Geißelung Jesu Jesus und Pilatus auf Gabbata                                                         |
|      | 28 29 30 31 32 | Ev: Marci 15 Cap: 37 v. Ev: Marci 15 Cap: 46 v. Ev: Marci 16 Cap: 6 v. Ev: Lucæ 24 Cap: 15 v. Ev: Marci 16 Cap: 19 v. | (Mk 15,37 ) (Mk 15,46 ) (Mk 16,6 ) (Lk 24,15 ) (Mk 16,19 ) | Kreuzigung Grablegung Auferstehung Die Emmausjünger Christi Himmelfahrt                                                                                |

## Orgeln
Die Kirche von Løjt soll bereits im 17. Jahrhundert eine Orgel besessen haben. Doch als Ende 1636 Pastor Villads Knudsen starb und es vier Jahre dauerte, bis ein Nachfolger berufen wurde, mussten die Einwohner von Løjt angeblich ihre Orgel aus Geldmangel verkaufen; hierzu wurde folgender Reim gedichtet:
Originaltext
Da alle Punge var i Laas,

Og ingen vilde dirke,

Da tog Løjt Orgel en anden Kaas,

og gik til Klipleff Kirke.
Deutsche Übersetzung
Als alle Geldbörsen unter Verschluss waren

und keiner mit einem Dietrich öffnen wollte,

da bekam die Løjter Orgel einen anderen Platz

und ging zur Kliplev Kirke.

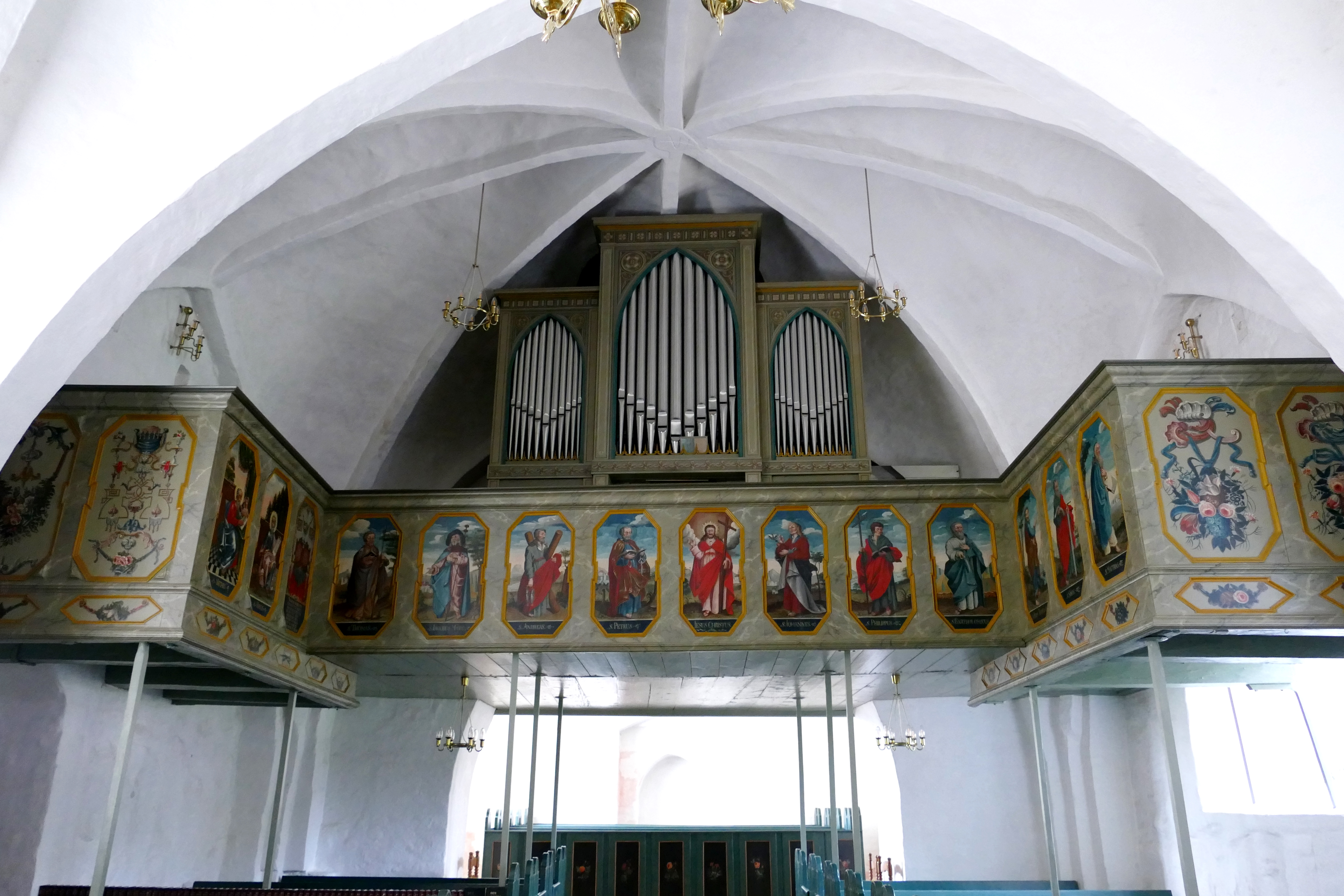
Westempore mit Marcussen-Orgel von 1845

Danach erhielt die Kirche erst wieder 1764 eine Orgel. 1845 wurde diese durch einen frühromantischen Orgelneubau von Marcussen & Reuter ersetzt. Diese Orgel, die dem fast zeitgleich erbauten Instrument in der Kirche von Sottrup recht ähnlich ist, wurde erst 1892 mit einer Restzahlung von 740 Mark ganz abbezahlt. 1944 wurde die Løjter Orgel leicht umdisponiert und die Windanlage elektrifiziert. Von der Veränderung zeugt bis heute die ungewöhnliche Abfolge der Registerzüge im zweiten Manual (2′, 8′, 1 1⁄3′, 4′); ersetzt wurde damals vermutlich eine Gamba 8′ durch ein Gemshorn 2′ und eine Fugara 8′ oder 4′ durch ein Nasat 1 1⁄3′, außerdem wurden sämtliche Registerzüge nun auf Dänisch beschriftet. Möglich ist außerdem, dass sich wie in Kliplev anstelle der Hauptwerks-Mixtur ursprünglich eine Trompete 8′ befand. Die Disposition lautet heute (II/P/15):
| I Hauptwerk C–f3 |                |       |
| 1.               | Quintatøn      | 16′   |
| 2.               | Principal      | 8′    |
| 3.               | Rørfløjte      | 8′    |
| 4.               | Oktav          | 4′    |
| 5.               | Quint          | 2 ⁄3′ |
| 6.               | Oktav          | 2′    |
| 7.               | Sesquialter II | 2 ⁄3′ |
| 8.               | Mixtur III     |       |

| II Hinterwerk C–f3 |          |       |
| 9.                 | Gedakt   | 8′    |
| 10.                | Fløjte   | 4′    |
| 11.                | Gemshorn | 2′    |
| 12.                | Nasat    | 1 ⁄3′ |

| Pedal C–d1 |           |     |
| 13.        | Subbas    | 16′ |
| 14.        | Principal | 8′  |
| 15.        | Fagot     | 16′ |

- Koppeln: I/P als Registerzug, II/I als Manual-Schiebekoppel
- Traktur: Schleifladen, vollmechanisch

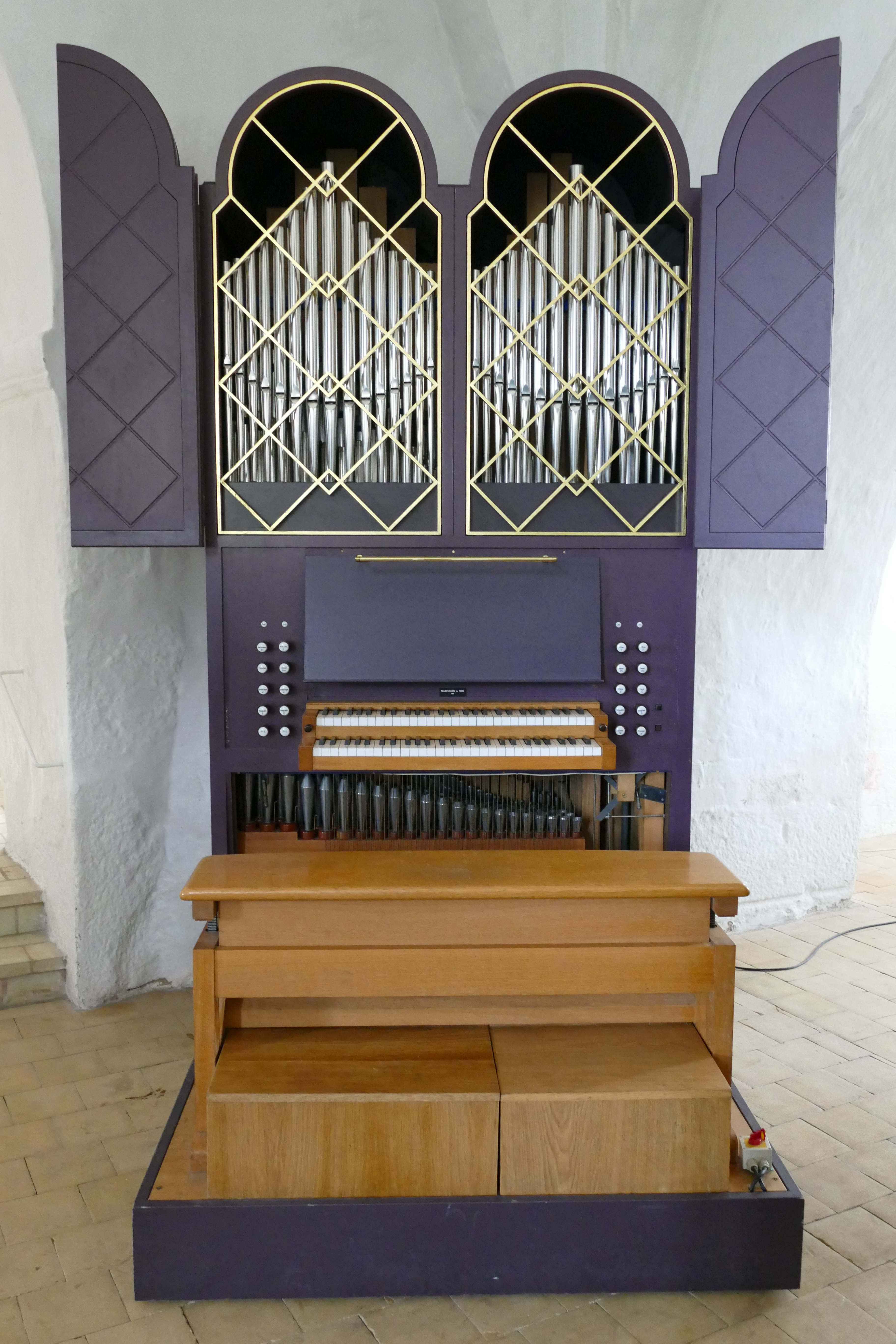
Die Marcussen-Chororgel von 1999

1999 wurde zusätzlich eine ebenfalls von Marcussen & søn hergestellte Chororgel angeschafft. Das kompakte zweimanualige Instrument steht auf einem rollbaren Podest und besitzt neben einem selbstständigen Pedal ein Oberwerk mit Flügeltüren und ein Unterwerk im Sockel. In den Manualen gibt es zwei halbe und sieben ganze Register mit Schleifenteilung bei h0/c1. Die Disposition lautet (II/P/10):
| I Unterwerk C–g3 |              |    |     |
| 1.               | Trægedakt    | 8′ | B/D |
| 2.               | Gedaktfløjte | 4′ | B/D |
| 3.               | Cornet III   |    | D   |
| 4.               | Vox humana   | 8′ | B/D |
|                  | Tremulant    |    |     |

| II Oberwerk C–g3 |           |       |     |
| 5.               | Principal | 8′    | D   |
| 6.               | Rørgedakt | 8′    | B/D |
| 7.               | Fløjte    | 4′    | B/D |
| 8.               | Nasat     | 2 ⁄3′ | B/D |
| 9.               | Oktav     | 2′    | B/D |

| Pedal C–d1 |        |     |
| 10.        | Subbas | 16′ |

- Koppeln: I/P, II/P als Manubrien, II/I als Manual-Schiebekoppel
- Traktur: Schleifladen, vollmechanisch

## Ursprungssagen
Nach einer regional verbreiteten Wandersage sollte die Kirche zuerst an einer Stelle namens Elbjerg Lokke errichtet werden, doch wurde das tagsüber erbaute Fundament jede Nacht auf wundersame Weise dahin geschafft, wo die Løjter Kirche heute steht. Darum entschied man sich, die Kirche hier zu vollenden. Ein paar Steine blieben aber am Ursprungsort im Wald liegen, und diese Stelle nannte man „den hellige Ved“ (der heilige Wald). Eine andere Sagenversion lässt den angeblichen ersten Bauplatz der Kirche auf dem Smedebjerg liegen, der in Johannes Mejers Karte von 1641 als „Kirchberg“ bezeichnet wurde. Eine weitere Sage weiß zu berichten, dass der Pastorenhof in Løjt Kirkeby an der Stelle steht, wo sich vorher einmal ein Kloster befunden habe.

## Friedhof
Der Friedhof, der sich einmal um die Kirche herum befand, wurde seit 1880 nicht mehr für Bestattungen verwendet und 1914 in eine Parkanlage umgewandelt. Daher finden sich heute an dieser Stelle nur noch wenige Gräber und ein Denkmal für die Gefallenen des Ersten Weltkriegs.